# Гавриїл (Коленда)
Митрополи́т Гавриї́л Коле́нда ЧСВВ (у світі Юрій Коле́нда гербу Коленда (відміна гербу Болти), пол. Gabriel Kolenda herbu Bełty; 1606 — 11 лютого 1674, Супрасль) — єпископ Руської унійної церкви; з 24 квітня 1665 року — Митрополит Київський, Галицький та всієї Руси — 6-ий предстоятель Української греко-католицької церкви.

## Життєпис
Походив з білоруського шляхетського роду. 1626 року вступив до унійного ордену ЧСВВ. У 1627—1639 роках вчився в Брунсберзі (Східна Пруссія), Відні та Римі. 1633 року висвячений на пресвітера, після чого був обраний архімандритом василіянського монастиря в с. Березвеччя. У 1642–1655 роках виконував функції коад'ютора при митрополитові Антонієві Селяві, а від 1652 року став коад'ютором Полоцького архієпископства (пізніше — архієпископом).
По смерті 1655 унійного митрополита Антонія (Селяви), Коленда став місцеблюстителем унійної Київської митрополії та архієпископом Полоцьким. Функції місцеблюстителя виконував до 1665 року, коли був затверджений на посаді Київського митрополита.
Оскільки на митрополичу кафедру претендував холмський єпископ Яків (Суша), якого підтримував король Ян II Казимир, кафедра формально залишалася вакантною, а Римська курія через деякий час заборонила Коленді виступати від імені митрополії. Конфлікт між Колендою і Яковом (Сушею) призвів до розколу у василіянському ордені, однак вдалося досягти компромісу.
1665 року був затверджений папою Олександром VII на Київському митрополичому престолі. В 1666–1674 роках був протоархімандритом ордену василіян. З 1655 року й аж до смерті був архімандритом василіянського монастиря в Супраслі.
Після укладення Гадяцького договору 1658 року Коленда вживав активних заходів до об'єднання православних і греко-католиків, пропонував утворити окремий Київський патріархат. Сприяв розповсюдженню культу святого Йосафата Кунцевича. 1668 року також був затверджений адміністратором Луцько-Острозької єпархії.
Помер у м. Супрасль, похований у м. Полоцьк (Білорусь).